# Kevin McClory
Kevin McClory, né à Dublin le 8 juin 1926 et mort dans la même ville le 20 novembre 2006, est un réalisateur, scénariste et producteur de cinéma irlandais. Il est notamment connu pour avoir produit le film de James Bond Jamais plus jamais, après une longue bataille judiciaire l'opposant à Ian Fleming.

## Biographie
Kevin McClory est né à Dublin en 1926. Sa grand-mère, Alice McClory, était parente de la famille Brontë. Ses parents étaient acteurs en Irlande. Il est atteint de dyslexie et par ailleurs sert dans la marine marchande britannique durant la Seconde Guerre mondiale. Son bateau torpillé le 21 février 1943, il passe 14 jours sur un radeau, dérivant dans l'Atlantique Nord, avant d'être secouru près des côtes d'Irlande. 

### Années 1950
Kevin McClory commence sa carrière de cinéma en tant que technicien aux Studios de Shepperton. Il est notamment l'assistant de John Huston sur des films tels que L'Odyssée de l'African Queen (1951) ou Moulin Rouge (1952). En 1956, il est successivement assistant réalisateur de la version de Huston de Moby Dick et assistant producteur de Mike Todd pour le film Le Tour du monde en 80 jours. En 1957, il écrit, produit et réalise The Boy and the Bridge, avec l'aide financière de Ivar Bryce, proche ami de Ian Fleming.

### Opération Tonnerre
En 1958, McClory, Bryce, Fleming et Jack Whittingham collaborent sur plusieurs avant-projets pour une possible série de films mettant en scène l'agent secret des romans de Fleming, James Bond. Mais ce n'est qu'avec la chute de The Boy and the Bridge au box office que McClory et Fleming s'impliquent réellement dans le projet. Sans aucune permission, Fleming transcrit le scénario d'un avant-projet dans une neuvième nouvelle, Opération Tonnerre, écrite en 1961 et qui ne retient ni l'attention de McClory, ni celle de Whittingham. 
Ces derniers décident même de poursuivre Fleming en justice pour dommages-intérêts. En 1963, après 9 jours de procès à la Cour suprême de Londres, Fleming est condamné à payer 35 000 £ à McClory, sans compter ses frais de procès, qui s'élèvent à 52 000 £. De plus, les versions suivantes de la nouvelle seront désormais accompagnées de la mention : « basée sur un scénario de Kevin McClory, Jack Whittingham et Ian Fleming ». La justice reconnaît en outre à McClory les droits sur le personnage d'Ernst Stavro Blofeld et sur le SPECTRE. 
À cause du procès, la production d’Opération Tonnerre, à l'origine choisi pour être le premier roman de James Bond adapté à l'écran (par Harry Saltzman et Albert R. Broccoli), est repoussée. Mais la société de production de cinéma EON Productions, gérée par Saltzman et Broccoli, réalise par la suite un arrangement avec McClory au terme duquel ce dernier est nommé producteur et reçoit 250 000 dollars et 20 % des profits, à condition de ne pas produire de remake avant 10 ans. Opération Tonnerre sort sur les écrans en 1965 et son remake, Jamais plus jamais, en 1983.
En 1997, McClory et Sony Pictures Entertainment annoncent leur intention de produire plusieurs adaptations de Espions, faites vos jeux (Casino Royale) et de Opération Tonnerre. Finalement, à la suite d'un accord entre MGM (société mère de United Artists, coproductrice de la série) et Sony, cette dernière renonce à son projet.